# Carl Wieland
Carl Wieland – australijski kreacjonista młodej Ziemi, pisarz i mówca. Założyciel organizacji Creation Ministries International (znanej też jako Answers in Genesis), znanej z kreacjonistycznej apologetyki.
Wieland ukończył Adelaide University w Południowej Australii, z kwalifikacjami w dziedzinie medycyny i chirurgii. Przestał praktykować medycynę w 1986 roku po tym, jak uczestniczył w poważnym wypadku drogowym. 
Do 2006 roku współpracował z Kenem Hamem, który był dyrektorem generalnym AIG w USA. W tym czasie w wyniku sporów organizacja rozpadła się na dwa niezależne ministerstwa. Wieland napisał wiele artykułów w czasopiśmie Creation (którego był redaktorem naczelnym), na stronie Creation.com, oraz na wielu innych stronach. W 2015 roku przeszedł na emeryturę. 
Był producentem wykonawczym filmu dokumentalnego z 2009 roku o Darwinie, pt. „Podróż, która wstrząsnęła światem”.

## Publikacje
- The Creation Answers Book (Książka z odpowiedziami na temat stworzenia), z Batten Don i David Catchpoole, ISBN 978-0949906625 (Creation Ministries International. 2006).
- Stones and Bones (przetłumaczona na język polski jako „Kamienie i kości”), ISBN 978-0949906199 (Creation Ministries International. 1994).
- Dragons of the Deep: ocean monsters past and present, ISBN 978-0890514245 (Creation Ministries International. 2005).
- Beyond the Shadows: making sense of personal tragedy, ISBN 1-921643-40-4 (Creation Book. 2011).
- One Human Family: the Bible, science, race and culture (Jedna ludzka rodzina: Biblia, nauka, rasa i kultura), ISBN 978-1921643439 (Creation Book. 2011).
- World Winding Down: Understanding the Law of Disorder—and how it demands a Creator, ISBN 1-921643-72-2 (Creation Book Publishers. 2012).